# Лукач, Винцент
Винцент Лукач (чеш. Vincent Lukáč, 14 февраля 1954, Кошице, Чехословакия) — бывший чехословацкий хоккеист, нападающий. Чемпион мира 1977 и 1985 годов, серебряный призёр зимних Олимпийских игр в Сараево 1984 года.

## Биография
Винцент Лукач провёл почти всю свою карьеру в родном клубе «Кошице». В чехословацком чемпионате также провёл один сезон за армейскую команду «Дукла Йиглава», с которой стал чемпионом Чехословакии 1982 года. В 1985 году перебрался за границу, играл в Германии, Австрии, Великобритании. Закончил карьеру в 1990 году.
Помимо клубов выступал за сборную Чехословакии. Участник ЧМЕ 1977, 1982, 1983, 1985 (35 матчей, 13 голов), ЗОИ 1980 и 1984 (13 матчей, 6 голов), розыгрыша Кубка Канады 1984 (5 матчей, 2 гола). В ее составе в 1977 и 1985 годах становился чемпионом мира. Также является серебряным призёром Олимпийских игр 1984 года.
После окончания карьеры стал тренером. С «Кошице» в 1995 году стал чемпионом словацкой Экстралиги.
В 2004 году был принят в Зал славы словацкого хоккея.
6 мая 2010 года принят в Зал славы чешского хоккея.

## Достижения

### Командные
- Чемпион мира 1977 и 1985
- Серебряный призёр Олимпийских игр 1984
- Серебряный призёр чемпионата мира 1982 и 1983
- Чемпион Европы 1977
- Серебряный призёр чемпионата Европы 1983 и 1985
- Бронзовый призёр чемпионата Европы 1982
- Бронзовый призёр чемпионата Европы среди юниоров 1972 и 1973

### Личные
- Обладатель Золотой клюшки лучшему хоккеисту Чехословакии 1983
- Лучший бомбардир чемпионата Чехословакии 1980 (67 очков) и 1983 (68 очков)
- Лучший снайпер чемпионата Чехословакии 1980 (43 шайбы) и 1983 (49 шайб)
- Крест Президента Словацкой Республики I степени (2004)[1]

### Тренерские
- Чемпион Словакии 1995 (главный тренер ХК «Кошице»)

## Статистика
- Чемпионат Чехословакии — 515 игр, 390 шайб
- Сборная Чехословакии — 146 игр, 70 шайб
- Немецкая хоккейная лига — 79 игр, 108 очков (55+53)
- Австрийская хоккейная лига — 31 игра, 55 очков (31+24)
- Британская хоккейная лига — 66 игр, 293 очка (165+128)
- Всего за карьеру — 837 игр, 711 шайб

## Семья
Его братья Имрих и Йозеф также хоккеисты, играли вместе с ним в «Кошице». Жена Ева умерла 18 декабря 2009 года. Дочь Ленка замужем за известным словацким хоккеистом Иржи Бицеком.